# Clubiona hatamensis
Clubiona hatamensis là một loài nhện trong họ Clubionidae.
Loài này thuộc chi Clubiona. Clubiona hatamensis được Tord Tamerlan Teodor Thorell miêu tả năm 1891.